# Герб Ольгинского района
Герб муниципального образования Ольгинский район Приморского края Российской Федерации — опознавательно-правовой знак, соответствующий установившимся традициям и составленный по правилам геральдики, являющийся символом районного статуса и самоуправления.
Герб утверждён Решением № 274 Думы Ольгинского муниципального района 20 октября 2005 года.
Герб внесён в Государственный геральдический регистр Российской Федерации под номером № 2106.

## Описание герба
«В понижено пересечённом зеленью и лазурью поле серебряный узкий волнистый пояс, сопровождаемый вверху серебряным диском, обременённым зелёным выходящим ростком женьшеня с червлёным цветком, а внизу — двумя серебряными сообращёнными рыбами с поднятыми хвостами. В вольной части — герб Приморского края».

Герб может существовать в двух равноправных версиях: полной — с вольной частью и упрощённой — без вольной части.

## Описание символики
Лазурь и зелень символизируют богатство природных и водных ресурсов района, его приморское положение.
Рыбы символизируют богатство моря и основной промысел населения — рыбодобычу и рыбообработку.

## История герба
Существует полный вариант герба Ольгинского района с украшениями («парадный» герб) — щит окружён дубовым венком перевитым лазоревой лентой, герб венчает императорская корона.